# 维拉罗莎
维拉罗莎（義大利語：Villarosa），是意大利西西里大区恩纳省的一个市镇。总面积55平方公里，人口5368人，人口密度97.6人/平方公里（2009年）。ISTAT代码为086020。